# Leonard Azamfirei
Leonard Azamfirei (n. 22 iunie 1967, Botoșani, România) este un medic român și rector al Universității de Medicină, Farmacie, Științe și Tehnologie din Târgu Mureș.

## Biografie
În 1992 a finalizat studiile de licență în domeniul medicină, iar în 2007 a devenit licențiat în științe juridice. În 1995 a obținut titlul de doctor în științe medicale la Universitatea de Medicină și Farmacie din Târgu Mureș. Din 2015 până în prezent este medic primar anestezie-terapie Intensivă. În 2005 a continuat activitatea didactică ca șef lucrări, în 2007 a devenit conferențiar universitar, iar în 2009 profesor universitar. Din 2010 este conducător de doctorat în domeniul medicină. În perioada 2008-2010  a deținut funcâia de prodecan al Facultății de Medicină, intre 2010-2012  a fost decanul al Facultății de Medicină, iar din 2012 până în prezent este rector al Universității de Medicina, Farmacie, Științe șiTehnologie „George Emil Palade” din Târgu Mureș.

## Alte realizări
Leonard Azamfirei a fost ales în 2012 în funcția de rector al Universității de Medicină și Farmacie din Târgu Mureș. În 2019, a fondat primul campus medical internațional al unei universități de medicină din România, situat la Hamburg, Germania. A promovat intens internaționalizarea universității, implicând-o în numeroase proiecte și rețele de cercetare globală. De asemenea, a inițiat programe de studii axate pe tehnologiile medicale moderne și a introdus în premieră în România conceptul de spital universitar și spital inteligent („smart hospital”).
Este, de asemenea, redactor-șef al prestigioasei publicații The Journal of Critical Care Medicine și președinte al Societății Române de Simulare Aplicată în Medicină și al Fundației Române de Anestezie și Terapie Intensivă, continuând să contribuie activ la dezvoltarea educației și practicii medicale în România.

## Realizări profesionale
Leonard Azamfirei ocupă funcția de vicepreședinte al Consiliul Național al Rectorilor (CNR). Totodată, este membru titular al Academiei de Științe Medicale, Senatul Societății Române de Anestezie Terapie Intensivă, în comitetele editoriale ale diferitelor publicații științifice. A obținut titlul de Doctor Honoris Causa al Universitatea de Stat de Medicină și Farmacie „Nicolae Testemițanu” din Republica Moldova în 2018 și al Universității Medicale de Stat din Tbilisi în 2019. 